# Леда (супутник)
Леда (грец. Λήδα) – нерегулярний супутник Юпітера, відомий також під назвою Юпітер XIII. 

## Відкриття
Був відкритий 14 вересня 1974 року Чарльзом Ковалем на фотографічний пластинках, які були експоновані за три дні до цього у Паламарській обсерваторії . Відповідно офіційною датою відкриття вважається 11 вересня 1974 року. У 1975 році отримав офіційну назву Леда в честь коханої Зевса з давньогрецької міфології .

## Орбіта
Супутник проходить повний оберт навколо Юпітера на відстані приблизно 11 165 000 км за 240 діб і 12 годин. Орбіта має ексцентриситет 0,1636°. Нахил ретроградної орбіти до локальної площини Лапласа 27,5°. Знаходиться у групі Гімалїї. 

## Фізичні характеристики
Діаметр Леда приблизно 20 кілометрів. Оціночна густина 2,6 г/см³. Супутник складається переважно з силікатних порід. Дуже темна поверхня має альбедо 0,04. Зоряна величина дорівнює 19,5m. 